# Joseph Hilaire Pelletier
Pour les articles homonymes, voir Pelletier.
Ne doit pas être confondu avec Pierre Joseph Pelletier.
Joseph Hilaire Pelletier (1876-1921) est un homme d'affaires et un homme politique canadien.

## Biographie
Joseph Hilaire Pelletier est né le 1er mai 1876 à Saint-François-de-Madawaska, au Nouveau-Brunswick. Son père est René S. Pelletier et sa mère est Philomène Martin. Il étudie au Collège Sainte-Anne-de-la-Pocatière. Il épouse Edna C. Sirois le 29 mai 1899 et le couple a neuf enfants.
Il est député de Madawaska à l'Assemblée législative du Nouveau-Brunswick de 1912 à 1917 en tant que libéral